# Rezolucija Vijeća sigurnosti UN-a 1186
Rezolucijom Vijeća sigurnosti UN-a 1186, jednoglasno usvojenom 21. srpnja 1998., nakon pozivanja na rezolucije 1105 (1997.) i 1110 (1997.), Vijeće je produžilo i ojačalo mandat Snaga za preventivno raspoređivanje Ujedinjenih naroda (UNPREDEP) u Makedoniji do 28. veljače 1999.
U rezoluciji se ističe da je misija UNPREDEP odigrala važnu ulogu u održavanju mira i stabilnosti u Makedoniji, te se podsjeća na rezolucije koje se tiču situacije u Albaniji, uključujući 1101 (1997.) i 1114 (1997.). Vijeće je također podsjetilo na Rezoluciju 1160 (1998.) kojom je uveden embargo na oružje Saveznoj Republici Jugoslaviji (Srbiji i Crnoj Gori), uključujući Kosovo. Mirovna misija UNPREDEP također je nadzirala granicu kako bi spriječila širenje sukoba i ilegalni protok oružja.
Vijeće sigurnosti ojačalo je misiju UNPREDEP za do 1.050 pripadnika i produžilo njezin mandat za daljnjih šest mjeseci kako bi pratila odredbe Rezolucije 1160. Bilo bi to konačno proširenje Snaga za preventivno raspoređivanje zbog veta Kine nakon što je Makedonija priznala Tajvan. Sljedećih mjeseci prve izbjeglice s Kosova prešle su granicu s Makedonijom, a makedonski predsjednik Kiro Gligorov izjavio je kako je prisutnost UNPREDEP-a na tom mjestu najpotrebnija.

## Vanjske poveznice
| Wikizvor | Engleski Wikizvor ima izvorni tekst na temu: United Nations Security Council Resolution 1186 |

- Text of the Resolution at undocs.org